# Дмитровский сельский совет (Великописаревский район)
Дмитровский сельский совет (укр. Дмитрівська сільська рада) — входит в состав
Великописаревского района
Сумской области
Украины.
Административный центр сельского совета находится в 
с. Дмитровка
.

## История
- 1920-е(?) — дата образования.
- После 17 июля 2020 года в рамках административно-территориальной «реформы» по новому делению Сумской области[2][3] данный сельский совет, как и весь Великописаревский район, был ликвидирован; входящие в него населённые пункты и его территории были присоединены к … территориальной общине (укр. громаде) Ахтырского района Сумской области.

## Населённые пункты совета
- с. Дмитровка
- с. Братеница
- с. Лукашовка
- с. Александровка
- с. Шевченково